# Gave de Pau

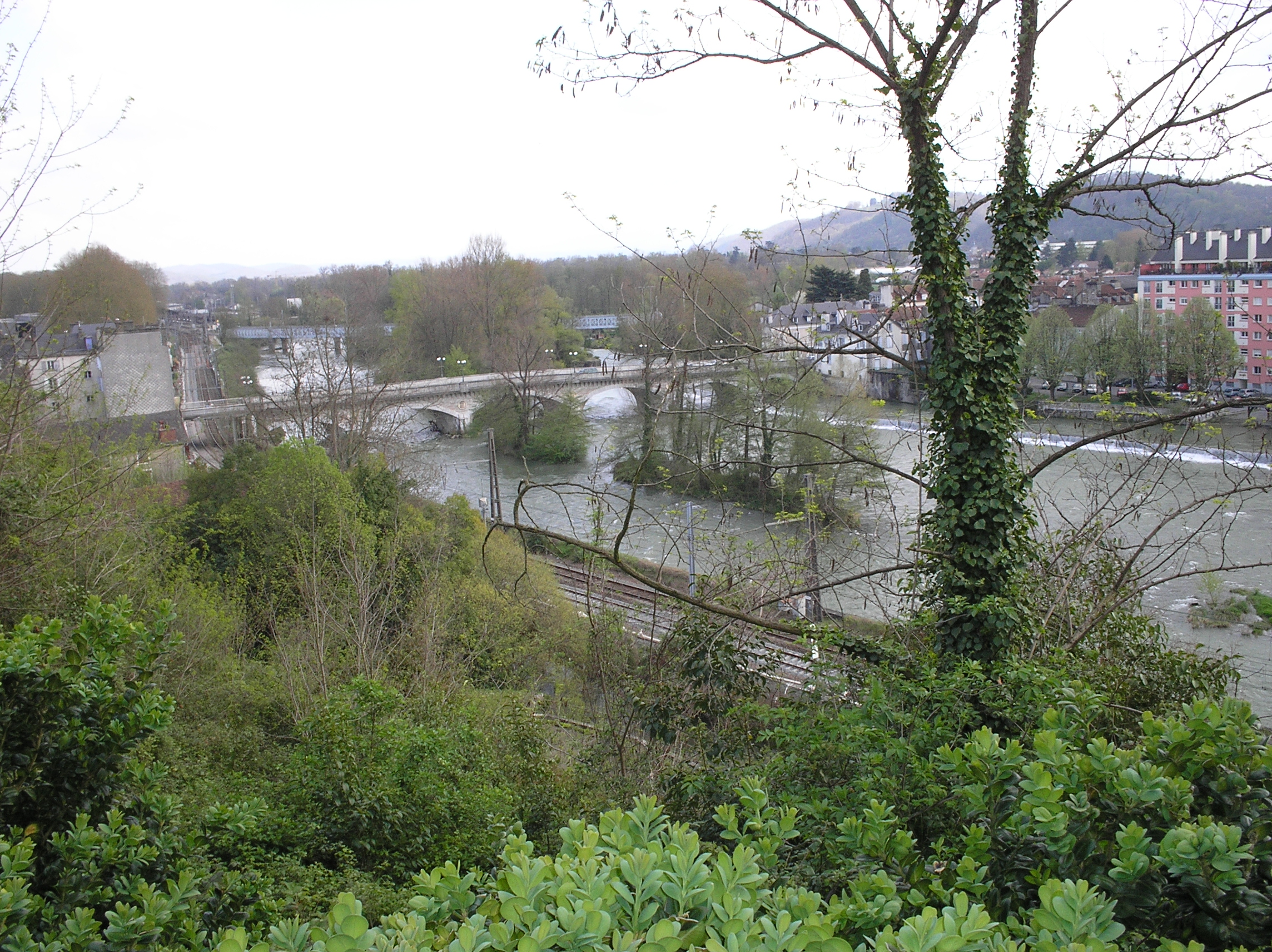
El Gave de Pau al seu pas per Pau

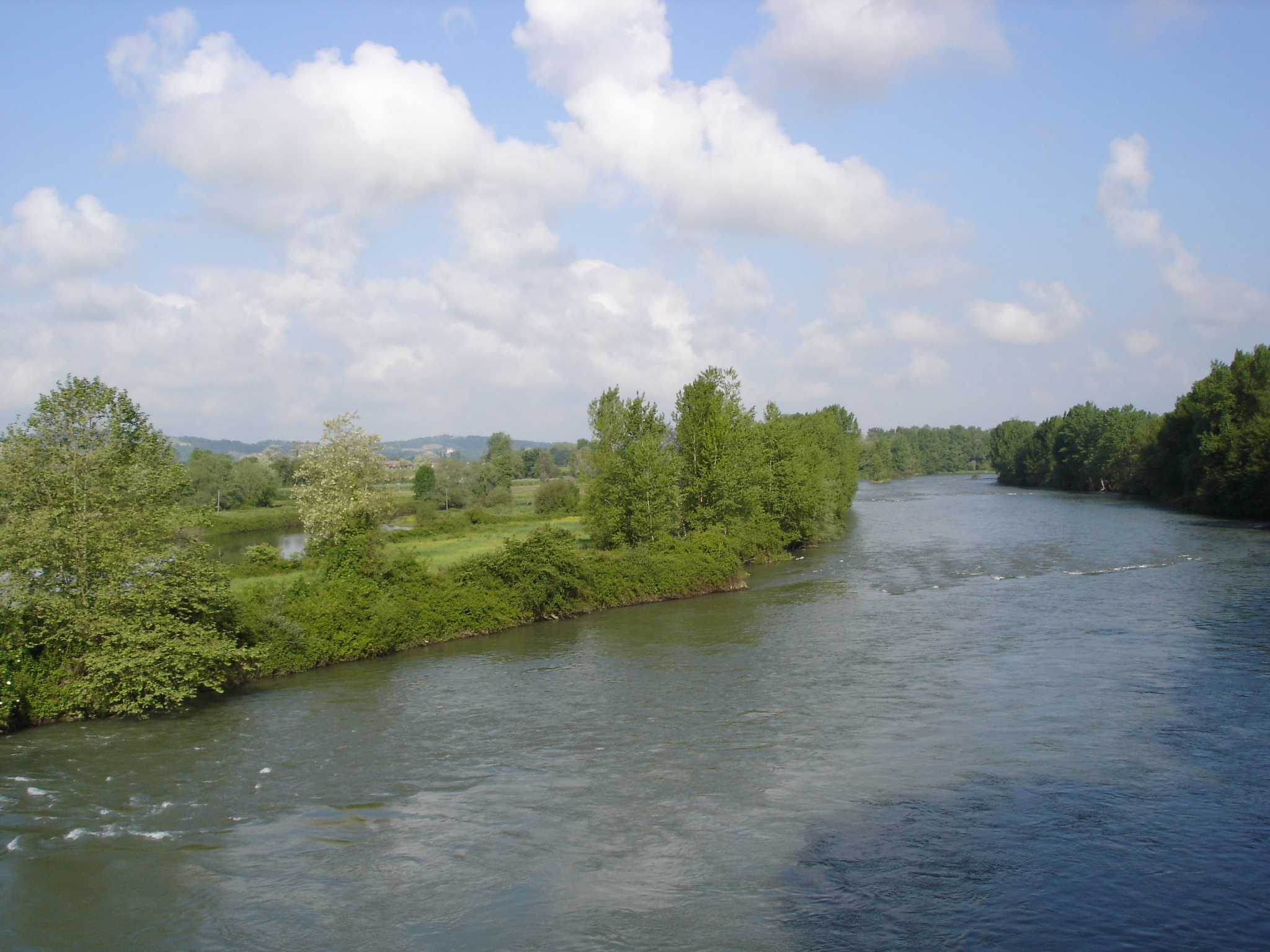
El Gave de Pau entre Argagnon i Maslacq

El Gave de Pau és un riu occità situat al sud-oest de França.
El terme «gave» designa un curs d'aigua a la zona dels Pirineus occidentals. Es tracta d'un mot d'origen precelta molt utilitzat en aquesta zona, fins al punt que molts cursos fluvials han perdut d'un segle ençà el seu nom originari per esdevenir la gave de....
Les seves fonts se situen al circ de Gavarnia, classificat el 1997 com a Patrimoni de la Humanitat per la UNESCO, al departament dels Alts Pirineus. Aquest curs d'aigua nascut a Gavarnie es comença a anomenar Gave de Pau a partir de Lus e Sent Sauvaire, on es recullen les aigües de la Gave de Gavarnia i les del Bastan. A partir de la confluència amb la Gave d'Auloron pren el nom de Gaves Reunides (Gaves Réunis en francès), abans de llençar les aigües a l'Ador a Pèirahorada, al departament de les Landes.
Entre les fonts que alimenten la Gave de Pau, hi ha la cèlebre font, amb reputació de miraculosa, de Lorda.

## Principals afluents
- Riba esquerra: l'Ouzoum, el Béez, el Néez, Las Hies, la Bayse, la Gave d'Auloron.
- Riba dreta: l'Ousse, el Lagoin.